# Nintendo Research & Engineering
Nintendo Research Engineering & Development è un team di sviluppo hardware interno a Nintendo, responsabile di tutti i sistemi portatili di Nintendo.
Il manager Satoru Okada e molti sviluppatori provengono dal vecchio Nintendo Research & Development 1, chiuso nel 2005.
| Console          | Anno | Piattaforma | Produttore   |
| ---------------- | ---- | ----------- | ------------ |
| Nintendo DS      | 2004 | Hardware    | Satoru Okada |
| Game Boy Micro   | 2005 | Hardware    | Satoru Okada |
| Nintendo DS Lite | 2006 | Hardware    | Satoru Okada |
| Nintendo DSi     | 2008 | Hardware    | Satoru Okada |
| Nintendo DSi XL  | 2009 | Hardware    | Satoru Okada |